# Academic experience Worldwide
academic experience Worldwide e. V. ist ein eingetragener Verein, der einen Austausch zwischen Studierenden und geflüchteten Akademikern fördert. Kern der Arbeit ist ein Tandemprogramm in dem Studierende auf kultureller, sprachlicher, und bürokratischer Ebene unterstützen, während akademisch ausgebildete Flüchtlinge die angehenden Akademiker im Gegenzug fachlich im Studium unterstützen. Der Verein wurde im Jahr 2015 in Frankfurt am Main gegründet und ist mittlerweile auch in Berlin und München aktiv.

## Geschichte
Im Jahr 2013 gründeten zwei Studentinnen eine Initiative an der Universität Frankfurt und begannen die Tandem-Arbeit. Aus der Initiative ging 2015 der Verein gleichen Namens hervor.

## Arbeitsweise
Der Verein organisiert Projekte mit und für geflüchtete Wissenschaftler und ist vor allem für die Organisation von Tandems bekannt. Die Tandems werden zwischen Studierenden und geflüchteten Akademikern des gleichen Fachs organisiert (der geflüchtete Mensch dient als fachlicher Mentor, der Studierende hilft bei Sprache und kulturellen Fragen). Außerdem wird ein interdisziplinäres Seminar geboten. Die Interessenvertretung soll den geflüchteten Akademikern helfen, dass ihre Stimme wieder erhört wird und Öffentlichkeitsarbeit beeinflusst das homogene „Flüchtlings“bild in den Medien. aeWorldwide schafft Kontakte in die Wirtschaft, z. B. in Form von Kamingesprächen. Der Verein sammelt Spenden und finanziert den Teilnehmenden u. a. Deutschkurse, Prüfungen und Nahverkehrstickets.
Die Welt wies darauf hin, dass der Ansatz von aeWorldwide nicht unumstritten ist. Er beschäftige sich mit einem Luxusproblem, so eine Kritik, da er sich an eine kleine Gruppe von Geflüchteten richte.

## Auszeichnungen
Der Verein erhielt im Jahr 2015 den Deutschen Bürgerpreis für Engagement in Frankfurt sowie den Preis „Aktiv für Demokratie und Toleranz“ des Bündnisses für Demokratie und Toleranz. Im Jahr 2016 erhielt der Verein ein Stipendium von Start Social.

## Öffentliche Auftritte
- Melusine Reimers sprach als Mitgründerin von academic experience Worldwide e. V. 2015 für TEDxMUN unter dem Titel „Refugees – a homemade challenge“.[12]
- Merle Becker und Melusine Reimers sprachen 2015 als Gastdozenten an der Hochschule Hamm-Lippstadt unter dem Titel „Refugees welcome – und dann?“[13]
- Merle Becker diskutierte auf der Frankfurter Buchmesse 2015 im Rahmen einer Podiumsdiskussion des Deutschlandfunks zum Thema „Fluchtziel DeutschlandVerheben wir uns an der Integration?“[14]
- Einige Münchner Teilnehmende von academic experience Worldwide sprachen auf dem Soziologiekongress 2016 in Bamberg.